# Пјеве Корена (Римини)
Пјеве Корена је насеље у Италији у округу Римини, региону Емилија-Ромања.
Према процени из 2011. у насељу је живело 73 становника. Насеље се налази на надморској висини од 491 м.